# Joachim Giermek
Joachim Giermek (Buffalo, 2 aprile 1943 – Ellicott City, 5 gennaio 2024) è stato un francescano statunitense, ministro generale dell'Ordine dei frati minori conventuali dal 2001 al 2007.

## Biografia
Nacque il 2 aprile 1943 a Buffalo, nello stato di New York, con il nome Thomas Anthony Giermek. Diventò francescano conventuale nel 1960. Fu ordinato sacerdote a Roma il 23 dicembre 1969. Studiò filosofia presso la Georgetown University di Washington e spiritualità francescana alla St. Bonaventure University di Olean.
Durante il 197º capitolo generale ordinario, tenutosi dal 29 gennaio al 25 febbraio 2001, fu eletto ministro generale dell'Ordine dei frati minori conventuali. Fu il 118º successore di san Francesco per l'Ordine dei conventuali. Il suo mandato si concluse il 26 maggio 2007, durante il capitolo generale ordinario successivo, con l'elezione di fra' Marco Tasca.
Morì il 5 gennaio 2024 a Ellicott City all'età di 80 anni.